# Beni Fouda
Beni Fouda è un comune dell'Algeria, situato nella provincia di Sétif.